# Штрелов, Зигфрид
Зигфрид Штрелов (нем. Siegfried Strelow; 15 апреля 1911, Киль — 9 июля 1943, у берегов Португалии, Северная Атлантика) — немецкий офицер-подводник, капитан 3-го ранга (1 июля 1943 года).

## Биография
1 января 1933 года поступил на флот фенрихом. 1 апреля 1935 года произведен в лейтенанты. Служил торпедным офицером на линейном корабле «Шлезвиг-Гольштейн», броненосце «Адмирал граф Шпее» и на эскадренном миноносце «Рихард Бейтцен», затем служил на торпедных катерах S-9 и S-11, командовал миноносцами G-11, «Альбатрос», «Лёве», был торпедным офицером легкого крейсера «Лейпциг».

## Вторая мировая война
В апреле 1941 года переведён в подводный флот и 30 августа назначен командиром подлодки U-435 (Тип VII-C), на которой совершил 8 походов (проведя в море в общей сложности 249 суток), большинство — в водах Арктики.
Провел успешные операции против конвоев PQ и QP.
27 октября 1942 года награждён Рыцарским Железным крестом.
В январе 1943 года лодка Штрелова переведена в Брест и включена в состав 1-й флотилии.
9 июля 1943 года лодка Штрелова была потоплена глубинными бомбами, сброшенными с британского бомбардировщика. Весь экипаж (48 человек) погиб.
Всего за время военных действий Штрелов потопил 13 судов общим водоизмещением 57 023 брт.